# Phyllograptus
Phyllograptus, är ett fossilt släkte graptoliter av ordningen Graptoloidea, med ett rabdosom, sammansatt av fyra rader, tekor utgående från en sikula.
Phyllograptus förekommer i äldsta delen av silur i skiffrar tillsammans med släktena Didymograptus och Tetragraptus.